# Vibrissina nigriventris
Vibrissina nigriventris är en tvåvingeart som först beskrevs av Smith 1917.  Vibrissina nigriventris ingår i släktet Vibrissina och familjen parasitflugor. Inga underarter finns listade i Catalogue of Life.